# Henriksenia
Genre
Henriksenia est un genre d'araignées aranéomorphes de la famille des Thomisidae.

## Distribution
Les espèces de ce genre se rencontrent en Asie du Sud, en Asie du Sud-Est et en Nouvelle-Guinée.

## Liste des espèces
Selon World Spider Catalog (version 24, 19/04/2023) :
- Henriksenia hilaris (Thorell, 1877)
- Henriksenia labuanica Striffler & Rembold, 2009
- Henriksenia nepenthicola (Fage, 1928)
- Henriksenia thienemanni (Reimoser, 1931)

## Systématique et taxinomie
Ce genre a été décrit par Lehtinen en 2004 dans les Thomisidae.

## Étymologie
Ce genre est nommé en l'honneur d'Olav Henriksen.

## Publication originale
- Lehtinen, 2004 : « Taxonomic notes on the Misumenini (Araneae: Thomisidae: Thomisinae), primarily from the Palaearctic and Oriental regions. European Arachnology 2003 (Proceedings of the 21st European Colloquium of Arachnology, St.-Petersburg, 4-9 August 2003). » Arthropoda Selecta, Special Issue, vol. 1, p. 147-184 (texte intégral).